# American Express
American Express Company, AmEx — американська корпорація з надання фінансових послуг, заснована в 1850 та є одним з 30 компонентів Dow Jones Industrial Average. Відома своїми кредитними й платіжними картками та дорожніми чеками для бізнесу.
З 1958 логотип компанії — римський гладіатор або сотник, зображення якого використовується на дорожніх чеках та платіжних картках компанії.
American Express Company було представлено як експрес-пошту для ведення бізнесу в штаті Нью-Йорк в 1850 році: її створено в результаті злиття компаній Генрі Уельса (Wells & Company), Уільяма Фарго (Livingston, Fargo & Company) та Джона Уорена Баттерфільда (Wasson & Company) в одну спільну акціонерну корпорацію. Протягом довгих років American Express Company користувалась фактичною монополією на експрес-перевезення вантажу (товарів, цінних паперів, валюти та т.і.)

## Діяльність

### Фінансові послуги
З 1882 починає свою експансію в сфері фінансових послуг, при цьому запускає грошовий переказ в бізнесі, за для конкуренції з грошовими переказами США. А почалося це все з подорожі президента American Express Company до Європи. Він завжди возив з собою традиційні акредитиви і йому було досить важко отримувати гроші. Отримати він міг їх лише в досить великих містах. І тут йому спало на думку створити найкраще у світі рішення, краще ніж традиційні акредитиви. І через деякий час компанія представила видатні дорожні чеки, які були випущені в 1891 номіналами в $10, $20, $50 та $100.

### Інвестиційно-банківські послуги
У 1980-х доклала зусиль аби стати фінансовою суперкомпанією та придбала декілька компаній для створення інвестиційно-банківського підрозділу.
У середині 1981 викупила Shearson Loeb Rhoades, другу за розміром фірму цінних паперів в США та була перейменована на Shearson/American Express.
У 1984 придбала Lehman Brothers Kuhn Loeb та додала її до родини Shearson, створивши Shearson Lehman/American Express. Того ж року Shearson Lehman/American Express придбала 90-річну  Investors Diversified Services, отримавши разом з цим низку фінансових радників та інвестиційних продуктів.
У 1988 Shearson Lehman придбала E.F. Hutton & Co. Вона була злита з інвестиційно-банківським підрозділом, який було перейменовано на Shearson Lehman Hutton, Inc.
Але коли Гарві Ґолуб очолив American Express у 1993, American Express вирішила вийти з інвестиційно-банківського бізнесу та домовилася про продаж свого підрозділу Shearson компанії Primerica.
У 1994 вийшла з решти інвестиційно-банківського та інституційного бізнесу.

### Споживчі картки
American Express є найвідомішим через його золоту та платинову картки, а також за розширення кредитних карток подібного рівня в більшості країн світу.
В 1950 випустила свою першу кредитну картку, яку помітили на швидкому післявоєнному підйомі економіки та сигналізує перехід компанії на більш розширену клієнтську базу.
В 1966 випустила свою першу золоту картку, в цілях задоволення верхнього ешелону ділових відряджень. Платинові картки компанії дебютували в 1990-х роках та продовжують залишатися дуже популярними.
В 1999 представила картку Центуріон, яку досить часто називають «чорною карткою», яка обслуговує багатших та елітних клієнтів. Спочатку картка була доступною лише для вибору користувачів платиновою карткою. Річна плата за користування карткою становила $2500 з додатковим початковим внеском в розмірі $5000.
American Express має ряд кредитних карток, при цьому більшість підпадають під одну з трьох категорій:
- Авіакомпанії: наприклад, Air Canada, Air France , Alitalia, British Airways, Cathay Pacific, Delta Air Lines, JetBlue Airways, Qantas, Singapore Airlines, Virgin Atlantic та інші
- Готелі: наприклад, Hilton Hotels, Starwood Hotels & Resorts Worldwide
- Роздрібні: наприклад Costco, Девід Джонс, Холт Ренфрю, Harrods, Macys, Bloomingdales, Лоус, Mercedes Benz та ін.

Пропонує також широкий спектр карток, які призначені для середнього та великого бізнесу, керувати поїздкою кожного дня. Основний продукт American Express Corporate Card пропонує свої послуги більш ніж в 40 країнах світу, а також ряд додаткових продуктів для конкретних видів витрат. В рамках підтримки корпоративних клієнтів, American Express пропонує цілий ряд онлайнових рішень через вебсайти American Express @ Work. С American Express @ Work, клієнти мають доступ до програм управління можливостями, онлайн-звітності, звітності.